# Herrenmagazin (Band)

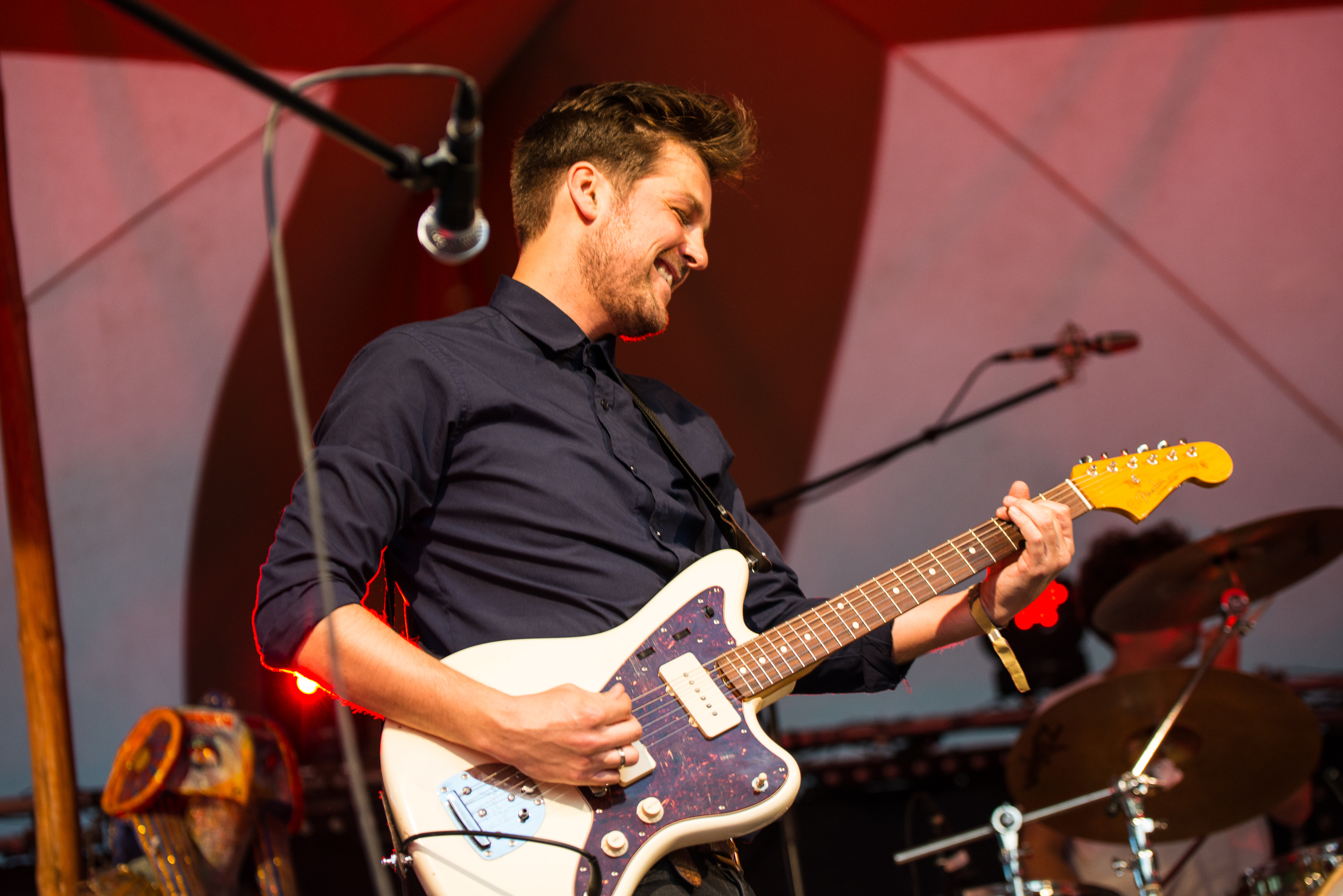
König Wilhelmsburg (2014)

Herrenmagazin ist eine Rock- bzw. Indie-Band aus Hamburg.
Ihr Debütalbum mit dem Namen Atzelgift, mit dem sie sich bundesweit in der Indie-Szene etablieren konnten, erschien beim Berliner Label Motor Music.

## Bandgeschichte
Die Band Herrenmagazin wurde Ende des Jahres 2004 in Erstbesetzung von Deniz Jaspersen (Gitarre, Gesang), Philip Wildfang (Gitarre) und Rasmus Engler (Schlagzeug) gegründet. Engler trat zuvor bereits als Schlagzeuger der Band von Robert Stadlober, Gary, in Erscheinung.
Der Bassist, Paul Konopacka, traf im Jahre 2005 die drei Gründungsmitglieder, von denen er zwei aus Schulzeiten kannte. Philip Wildfang verließ die Band Anfang 2009 und wurde durch den ehemaligen „peters.“-Sänger und „The Sea“-Gitarristen König Wilhelmsburg (Torben Leske) ersetzt.
Im Januar 2016 gab die Band bekannt, ab Ende des Jahres für unbestimmte Zeit pausieren zu wollen. Die einzelnen Bandmitglieder kümmerten sich in den folgenden Jahren um einige Seitenprojekte (Deniz & Ove, Trixsi).
Ende 2024 kündigte sie für den 28. März 2025 das Erscheinen ihres neuen Albums "Du hast hier nichts verloren" an. Am 29. November 2024 erschien mit "Fragment" die erste Single aus dem neuen wieder auf Grand Hotel van Cleef erscheinenden Album.

## Diskografie

### Alben
- 2008: Atzelgift (Motor)
- 2010: Das wird alles einmal dir gehören (Motor)
- 2013: Das Ergebnis wäre Stille (Delikatess Tonträger)
- 2015: Sippenhaft (Grand Hotel van Cleef)
- 2025: Du hast hier nichts verloren (Grand Hotel van Cleef)

### EPs
- 2005: Ich habe dieser Tage meiner selbst verloren (Eigenvertrieb)
- 2008: ...erklärt Krieg (Motor Music)
- 2010: Herrenmagazin vs. Audiolith (Remix EP, Audiolith)
- 2012:  Der lange Weg zur Müdigkeit (EP, Delikatess Tonträger, ausschließlich bei der TV-Noir-Tour erhältlich)
- 2016: Live im Studio Nord (Live-EP, Grand Hotel van Cleef)

### Singles
- 2007: Schrottgrenze / junges glueck / Herrenmagazin / Janka (Split 7″, Eigenvertrieb)
- 2008: 1000 Städte (Single, Motor Music)
- 2008: Herrenmagazin #1, (7″, Motor Music)
- 2008: Herrenmagazin #2, (7″, Motor Music)
- 2009: Herrenmagazin #3, (7″, Motor Music)
- 2009: Herrenglück/Heimatmagazin (Split-7″, Eigenvertrieb)
- 2010: In den dunkelsten Stunden (Single, Motor)
- 2011: Durch diese Nächte / Augen zu (mit Frittenbude und Deine Elstern) (7″, Single)
- 2013: Frösche (Single)
- 2013: Landminen (Single)
- 2013: Obst (7″, Delikatess Tonträger)
- 2015: Gemüse (7″, Grand Hotel van Cleef)
- 2015: Halbes Herz (Single, Grand Hotel van Cleef)
- 2015: Ehrenwort (Single, Grand Hotel van Cleef)
- 2024: Fragment (Single, Grand Hotel van Cleef)
- 2025: Alter Debütant (Single, Grand Hotel van Cleef)
- 2025: Unvollständig (Single, Grand Hotel van Cleef)

### Sampler-Beiträge
- Kalte Sterne, mit dem Song Der langsame Tod eines sehr großen Tieres (CD, 2006, Weird System)
- Single-Box Herz statt Kommerz zusammen mit ClickClickDecker u. v. a. (7″-Box, 2007, Eigenvertrieb)